# نمودار رنگ به درخشندگی

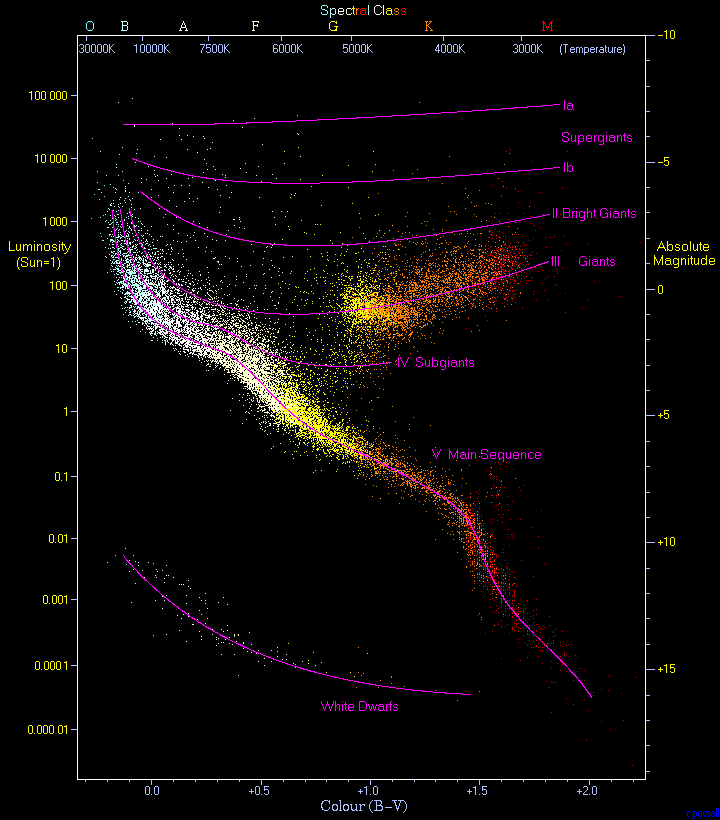
نمودار هرتسپرونگ راسل یا رنگ-درخشندگی کشیده شده توسط ریچارد پول که شامل ۲۲٬۰۰۰ ستاره نزدیک فهرست شده توسط ابرخس است.خورشید در رشته اصلی جای دارد.

نمودار رنگ-درخشندگی (به انگلیسی: color - luminosity) به اختصار نمودار C-L خوانده می‌شود. نمودارهای دیگری نیز مانند نمودار رنگ-قدر یا (color-magnitude (C-M نیز وجود دارند که رنگ برحسب یک فاکتور دیگر را نشان می دهند. در نمودار C-L برای ستاره‌های کمرنگ تر از خورشید همان رشتهٔ اصلی نمودار هرتسپرونگ-راسل است. این نمودارها بر پایهٔ قدر مطلق طیف نمایی و قدر ظاهری هستند. رنگها و قدرها به صورت فتوالکتریک اندازه‌گیری شده اند و به سیستم B و V جانسون–مورگان تبدیل شده‌اند. بر مبنای این روش که روش استاندارد تابش سنجی ستاره هاست، شاخص رنگ در محور افقی نمودار C-L قرار می‌گیرد.
گروههای اصلی نمودار که در شکل مقابل دیده می‌شوند:
1. رشتهٔ اصلی که از تعدادی غول زرد تشکیل شده‌است .
2. غول‌های روشن تر با درخشندگی نوع II که از فاصلهٔ هرتسپرونگ پل زده‌اند.(فاصله یا گپ هرتسپرونگ فاصلهٔ میان بالای رشتهٔ اصلی تا غولهای سرخی است که تقریباً ۱٫۵ برابر خورشید جرم دارند.)[۱]
3. کوتوله‌هایی در زیر رشتهٔ اصلی

## نمودار رنگ-درخشندگی برای ستارگان صورت فلکی  دب اکبر

### دید کلی
این نمودار  برای بیشتر ستارگان صورت فلکی دب اکبر تهیه شده‌است. ستارگان صورت فلکی دب اکبر به دو گروه تقسیم می‌شوند:گروهی که پراکنده است و گروهی که کمی فشرده است. دانشمندان برای این که بتوانند نمودار رنگ-درخشندگی را برای صورت فلکی دب اکبر تهیه کنند در رصدخانهٔ لیک  بر روی ستاره‌های آن اندازه‌گیری‌های فتوالکتریک انجام دادند تا بتوانند رنگ و درخشندگی آن‌ها را به دست آورند.

### تجهیزات، روش‌های رصدی و جداسازی
رصدها در طول سال ۱۹۳۵ انجام شدند.ابزار رصدی شامل یک تلسکوپ شکستی ١٢اینچی و دستگاه EMI 5659 (یک دستگاه نوری) بود. در آن رصدها از فیلترهای Corning ٣٣٨٥  برای رصد ستاره‌های زرد و از Corning ٥٥٤٣  نیز برای رصد ستارگان آبی استفاده می شد.   
اطلاعات بدست آمده را با یک سری فرمول به سیستم B,V  جانسون–مورگان تبدیل می‌کنند. در طی تحقیقات مشخص شده‌است که فرمول تبدیل برای ستارگان با درخشندگی متفاوت  در محدودهٔ رنگی رصدی فرقی نمی کند.

### رابطهٔ بین رنگ و ردهٔ طیفی
رابطهٔ بین رنگ و ردهٔ طیفی به صورت واضحی در نمودارها بیان می‌شوند. در ردهٔ طیفی بین G٠, K٢ غولها با رنگ رابطهٔ منظمی نشان نمی دهند.

### نمودار رنگ –درخشندگی
در نمودارهای رنگ-درخشندگی رشتهٔ اصلی و درخشندگی در درجه‌های ٢و٣ مشخص شده‌است.دقت بالای نمودار به علت تغییرات کامپیوتری و دقت بالا در آن است.
رشتهٔ اصلی دارای تعداد زیادی ستاره است و از قدر مطلق بین ٠ و ١ شروع می‌شود. یک شاخهٔ افقی از غولها نیز وجود دارد که از B-V=٠.٨  (قدر ¬٠,٨    یا رده طیفی G٠) شروع می‌شود و تا 
B-V=١,٧٥  (قدر ١,٧٥ یا  رده طیفی ٢M)  ادامه می یابد.این غول‌ها همگی دارای درخشندگی شمارهٔ ٣ هستند. جالبترین قسمت پرش فاصلهٔ هرتسپرونگ که در آن در هر قسمت فقط یک ستاره غول با درخشندگی نوع II وجود دارد. که از قسمت بالای رشتهٔ اصلی شروع می‌شود. و تا B-V=١,٤ (١,٤ قدر یا K رده طیفی )ادامه می یابد.رشتهٔ اصلی در نهایت به کوتوله‌های کمرنگ پایان می یابد.